# Agromyza dipsaci
Agromyza dipsaci este o specie de muște din genul Agromyza, familia Agromyzidae, descrisă de Friedrich Georg Hendel în anul 1927.
Este endemică în Austria. Conform Catalogue of Life specia Agromyza dipsaci nu are subspecii cunoscute.